# Transporte Rápido por Autobús en Los Ángeles
El Transporte Rápido por Autobús en Los Ángeles (Los Ángeles, California) es un sistema de transporte rápido por autobús (BRT) de la Autoridad de Transporte Metropolitano del Condado de Los Ángeles (Metro). Existen diferentes tipos de rutas que forman parte de la red de BRT de la ciudad en distintas categorías, siendo dos de ellas consideradas como líneas de metro sin embargo, aunque forman parte de la red de metro, también poseen un número de ruta o servicio.

## Servicios

### Línea G: Chatsworth - North Hollywood
Inaugurada el 29 de octubre de 2005, recorre el norte de Los Ángeles, con una trayectoria en el Valle de San Fernando. desde el distrito North Hollywood hasta el distrito Warner Center y Chatsworth. Cuenta con 17 estaciones y conecta con la línea B en la estación de North Hollywood. Sus rutas son:
- Ruta 901 Chatsworth - North Hollywood: Operan la totalidad del recorrido las 24 horas del día.

### Línea J: El Monte - Pacific/21st
Inaugurada el 13 de noviembre de 2009 recorre principalmente la trayectoria desde Harbor Gateway Transit Center hasta la estación de El Monte. El 13 de noviembre de 2015 se alargó hacia la zona de San Pedro añadiendo una nueva ruta. Sus rutas son:
- Ruta 910: Opera las 24 horas del día únicamente entre las estaciones El Monte y Harbor Gateway Transit Center.
- Ruta 950: Opera diariamente de 6 a. m. a 8 p. m. todo el recorrido de la línea, desde la estación El Monte hasta la estación Pacific Av/21st.

### Metro Rapid
Se tratan de rutas exprés con paradas establecidas y algunas características de BRT. Existen 3 de estas rutas que aún continúan en servicio:
- Ruta 720: Recorre desde la estación Downtown Santa Monica de la línea E hasta el cruce de 6th St. y Central Av. en el centro de Los Ángeles a través del Wilshire Bl; llegando a Union Station, a lo largo de su recorrido enlaza con las líneas A, B, D, E y J de Metro.
- Ruta 754: Recorre desde Vermont Av. y Hollywood Bl. al este de Hollywood hasta Vermont Av. y 120th St. en Athens, cerca de la estación Vermont/Athens de la línea C de Metro.
- Ruta 761: Corre desde la estación Sylmar/San Fernando de Metrolink hasta la estación Expo/Sepulveda de la línea E, con una ruta a través de Van Nuys Bl. y Sepulveda Bl.

### Metro Shuttle
Son rutas lanzaderas temporales de apoyo para conectar dos zonas. Actualmente existe una ruta:
- Ruta 857: Es una ruta temporal durante el lapso en que finalizan las obras de la línea K, conecta la estación Westchester/Veterans de la línea K con la estación Aviation/LAX de la línea C.[3]